# Polski Związek Brydża Sportowego
Polski Związek Brydża Sportowego (ang. The Polish Bridge Union) –
organizacja zrzeszająca polskich brydżystów.
Powstał w latach 1956–1957 w wyniku porozumienia lig brydżowych z szeregu polskich miast. Zebranie założycielskie odbyło się 23 października 1956 w Warszawie, natomiast formalna rejestracja nastąpiła 21 marca 1957. W skład komitetu organizacyjnego weszli Gustaw Gottesman, Jerzy Czekański, Mirosław Kowalski, Stanisław Lucht i Bogumił Seifert. Jednym z jego współzałożycieli był też Henryk Niedźwiecki.
Jest organizacją pożytku publicznego, a działalność swoją opiera na pracy społecznej członków i działaczy. Jest członkiem EBL. Na rok 2019 zarejestrowanych było 6595 zawodników.
Stowarzyszenie wydaje magazyn Świat Brydża jako magazyn członkowski i organ Stowarzyszenia.